# Ратей, Иво
Иво Ратей (сербохорв. Иво Ратеј, словен. Ivo Ratej, родился 11 сентября 1941 года в Целе) — югославский хоккеист, защитник. Начинал карьеру в клубе «Целе», позже провёл 14 сезонов за загребский «Медвешчак» в чемпионате Югославии. В составе сборной Югославии провёл около 50 игр, выступал на зимних Олимпийских играх 1964, 1968 и 1972 годов.